# Rapator
Rapator (лат.) — род тероподных динозавров, ископаемые остатки которого были обнаружены в отложениях формации Гриман-Крик (Griman Creek Formation) в Австралии, датируемых нижним мелом (сеноман). Единственный вид, Rapator ornitholestoides, был описан Фридрихом фон Хюне в 1932 году.
Предположительно, Rapator является представителем клады Megaraptora, однако из-за отсутствия диагностических признаков он был определëн как nomen dubium.

## История изучения

Реконструкция. Белым цветом отмечена единственная известная на сегодняшний день часть скелета

Голотип и единственный известный на сегодняшний день экземпляр, BMNH R3718, представлен только первой пястной костью левой передней конечности, которая была обнаружена до 1909 года недалеко от города Лайтинг-Ридж в Новом Южном Уэльсе. Окаменелость подверглась опализации.
Этимология и значение родового названия неясны; фон Хюне не приводит этимологию в оригинальном описании рода. Слово «rapator» не существует в классической латыни, зафиксированы редкие примеры его использования в средневековой литературе в значении «нарушитель». Одно из возможных объяснений состоит в том, что фон Хюне, ориентируясь на латинское слово raptare («грабить»), произвел ошибочное словообразование в попытке создать слово со значением «грабитель». Также считается, что это могла быть просто орфографическая ошибка или путаница со словом raptor («хищник» или «вор»). Видовое название означает «похожий на Ornitholestes» (от др.-греч. ὄρνις [ornis] — «птица», λῃστής [lestes] — «разбойник» и -ειδής [-eidḗs; лат. -oīdēs] — «похожий»).
Остатки неназванного представителя клады Megaraptora, получившего неофициальное название «Lightning Claw», обнаруженные на опаловых полях к юго-западу от Лайтинг-Ридж, возможно, принадлежат Rapator.

## Описание

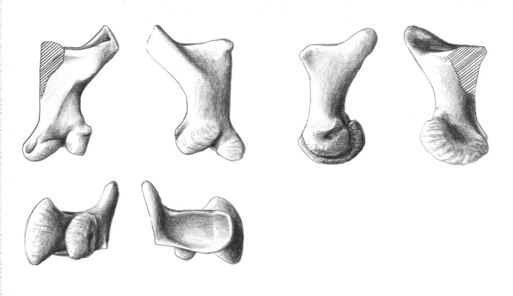
Рисунок голотипа в различных проекциях

Длина кости составляет семь сантиметров. Хюне сравнил Rapator с Ornitholestes, и последующие авторы также отмечали сходство между этими двумя родами, заключающееся в наличии отчётливого постеролатерального отростка (однако отросток Ornitholestes гораздо менее выражен).
Согласно описанию Хюне, Rapator был крупным тероподом, достигавшим больших размеров, чем Ornitholestes и Oviraptor. В 1998 и 2006 годах Джон Скэнлон оценил длину тела Rapator примерно в 9 м. В 2019 году Рубен Молина-Перес и Асьер Ларраменди оценили длину тела Rapator в 4,8 м при высоте в бедре 1,45 м и массе 270 кг.

## Классификация

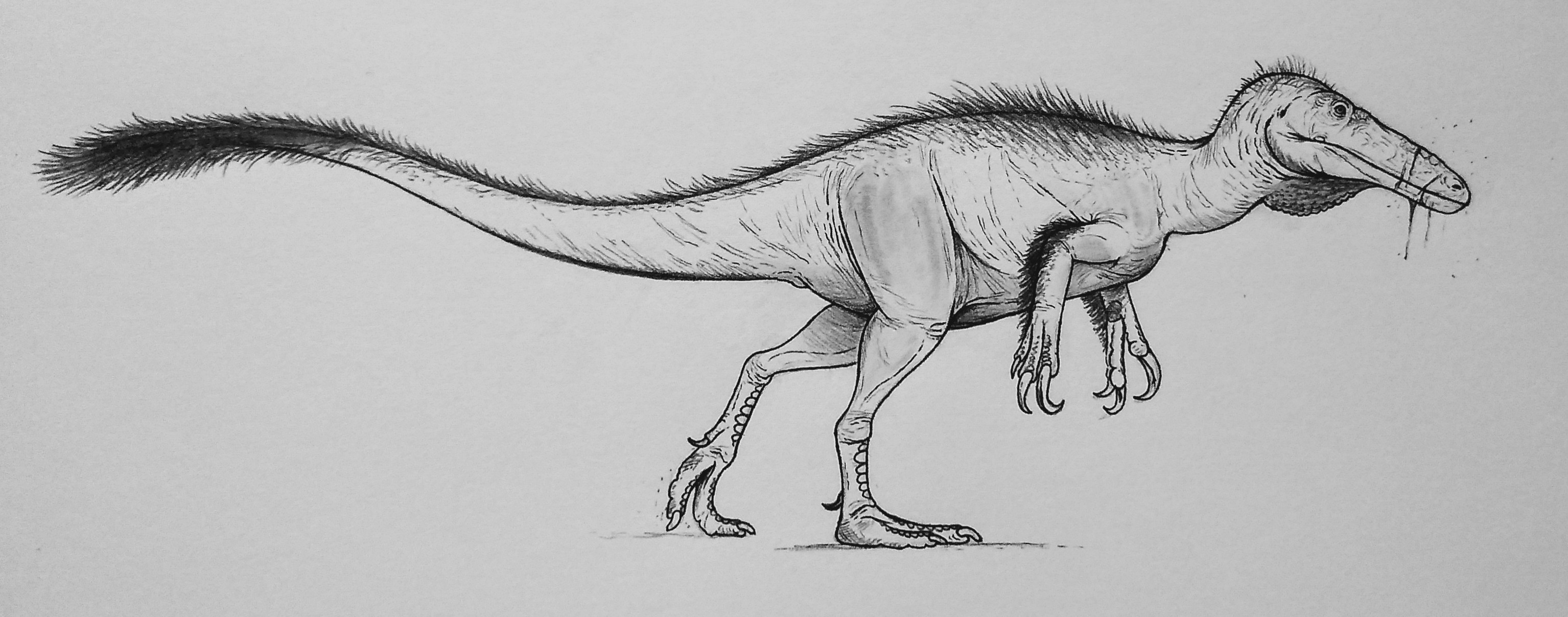
Гипотетическая реконструкция Rapator в качестве представителя клады Megaraptora

В 1932 году Фридрих фон Хюне описал типовой образец Rapator как пястную кость целурозавра, принадлежащего к семейству компсогнатид. В 2004 году Томас Хольц и соавторы отметили, что экземпляр может быть первой фалангой первого пальца альваресзаврида.
После открытия Australovenator, анатомия пястных костей которого была схожа с таковой у Rapator, Федерико Агнолин и его коллеги в 2010 году определили образец как первую пястную кость представителя Megaraptora. По своему строению кости Rapator и Australovenator отличаются лишь некоторыми мелкими деталями; по мнению Агнолина и соавторов, Rapator следует рассматривать в качестве nomen dubium из-за скудности известного материала. В работе Мэтта Уайта и соавторов, опубликованной в 2013 году, анатомические различия между костями Rapator и Australovenator были признаны достаточными для того, чтобы сохранить оба рода. Исследователи также отметили, что эти два рода происходят из формаций, разделённых хронологическим промежутком длительностью как минимум 10 миллионов лет, что делает их синонимичность маловероятной.
Ранее также высказывалось предположение, что Rapator может быть сравним с целурозавром Nqwebasaurus, поскольку оба таксона обладают развитым постеролатеральным отростком. Агнолин и соавторы пришли к выводу, что сходство Rapator с Nqwebasaurus поверхностно, поскольку развитым постеролатеральным отростком обладают также Megaraptor, Australovenator и другие тероподы, при этом у Nqwebasaurus имеется гипертрофированный и сильно модифицированный дистальный мыщелок, отсутствующий у Rapator.
Возможно, что неполный хвостовой позвонок Walgettosuchus, найденный в той же формации, принадлежит тому же таксону, что и пястная кость Rapator. Поскольку оба рода описаны по фрагментарным остаткам, их идентичность не может быть доказана.